# راف فن دن برگ
راف فن دن برگ (انگلیسی: Rav van den Berg؛ زادهٔ ۷ ژوئیهٔ ۲۰۰۴) بازیکن فوتبال اهل پادشاهی هلند است که در حال حاضر برای میدلزبرو در پست مدافع بازی می‌کند.
وی همچنین در تیم‌های ملی فوتبال زیر ۱۵ سال، زیر ۱۷ سال، زیر ۱۹ سال و زیر ۲۱ سال هلند بازی کرده است.

## دوران باشگاهی

### پک زووله
راف فن دن برگ دوران فوتبال خود را در باشگاه پک زووله آغاز کرد و از آکادمی این باشگاه فارغ‌التحصیل شد. در مارس ۲۰۱۹ و در سن ۱۴ سالگی، شایعاتی مبنی بر انتقال احتمالی او به آژاکس و پی‌اس‌وی منتشر شد. در میانهٔ فصل فصل ۲۰–۲۰۱۹ پک زووله، او در سن ۱۵ سالگی در اردوی تمرینی تیم اول در اسپانیا حضور یافت. او در مه ۲۰۲۰ قراردادی دو ساله با این باشگاه امضا کرد. فن دن برگ در ۱ مه ۲۰۲۱، در سن ۱۶ سال و ۲۹۸ روز، نخستین بازی خود را برای تیم بزرگسالان انجام داد. او در شکست ۲–۱ مقابل ویتسه آرنهم در اردیویژه به میدان رفت.

### میدلزبرو
در ۶ ژوئیه ۲۰۲۳، فن دن برگ با باشگاه میدلزبرو قراردادی چهار ساله امضا کرد.
او در پیروزی ۳–۲ مقابل هادرسفیلد تاون در جام اتحادیه فوتبال انگلستان نخستین بازی خود را برای میدلزبرو انجام داد. فن دن برگ نخستین گل خود را برای این تیم در ۲۸ نوامبر ۲۰۲۳ و در پیروزی ۴–۰ مقابل پرستون نورث اند به‌ثمر رساند. در پایان فصل فصل ۲۴–۲۰۲۳ باشگاه فوتبال میدلزبرو، او به‌عنوان «بازیکن فصل» و «بازیکن جوان فصل» باشگاه انتخاب شد.

## دوران ملی
راف فن دن برگ سابقهٔ بازی در زیر ۱۵ سال و زیر ۱۶ سال هلند را دارد.

## زندگی شخصی
او برادر کوچک‌تر سپ فن دن برگ، بازیکن باشگاه فوتبال برنتفورد است.